# 利勒諾縣 (密西根州)
利勒諾縣（英語：Leelanau County）是美国密西根下半島西北部的一個縣，西臨密歇根湖，面積6,559平方公里。根據2020年美國人口普查統計，共有人口22,301人。縣治薩頓斯灣鎮區（Suttons Bay Township）。該縣成立於1840年，縣名是美國地理學家、地质学家亨利·斯库尔克拉夫特（Henry Schoolcraft）創造的詞語。